# 青島守備軍 (日本軍)
青島守備軍(チンタオしゅびぐん、せいとう-）は、中華民国（中国）内に駐留していた大日本帝国陸軍の軍の一つ。

## 沿革
1914年、第一次世界大戦で連合軍側にいた日本は青島の戦いでドイツ帝国に勝利し、青島に軍政を敷いた。
青島守備軍は、中華民国内のドイツ帝国の青島軍事占領地の守備、軍政実施のため、1914年（大正3年）11月27日軍令陸第8号により編成された。
ただ、ベルサイユ条約の山東条項により抗日活動が活発化したことから、日本政府は1922年、山東半島等返還条約により、青島や山東鉄道等を含む権益を部分的に北洋政府に返還した。そのため、青島守備軍も1922年（大正11年）12月15日軍令陸第13号により廃止され、撤退した。

## 軍概要

### 司令部構成
- 司令官
  - 神尾光臣 中将：1914年11月26日 - 1915年5月24日
  - 大谷喜久蔵 中将：1915年5月24日 - 1917年8月6日
  - 本郷房太郎 中将：1917年8月6日 -
  - 大島健一 中将：1918年10月10日 -
  - 由比光衛 中将：1919年6月28日 - 1922年12月15日
- 参謀長
  - 浄法寺五郎 少将：1914年11月26日 - 1915年7月5日
  - 奈良武次 少将：1915年7月5日 - 1916年3月31日
  - 森岡守成 大佐：1916年3月31日 -
  - 向西兵庫 少将：1918年7月24日 -
  - 引田乾作 少将：1920年8月10日 - 1922年12月15日
- 経理部長
  - 掛札丑太郎 一等主計正：1914年11月26日 - 1915年8月10日
  - 鶴渕仙助 二等主計正：1915年8月10日 - 1916年8月18日
  - 小宮山孝太郎 一等主計正：1916年8月18日 -
  - 谷林徳太郎 一等主計正：1918年7月24日 -
  - 鶴淵仙助 一等主計正：1919年4月21日 -
  - 小林剛 一等主計正：1920年9月15日 -
- 軍医部長
  - 村上有 二等軍医正：1916年1月15日 -
  - 馬杉篤彦 一等軍医正：1918年6月1日 -
  - 長野文治 一等軍医正：1920年1月30日 -
- 通信部長
  - 庄田藤治 工兵大佐：不詳 - 1915年8月10日
  - 厚東禎造 工兵大佐：1915年8月10日 -
- 高級参謀
  - 山田陸槌 工兵大佐：1914年11月26日 - 1915年8月10日
  - 河内茂太郎 歩兵大佐：1915年8月10日 - 1917年8月6日
  - 鈴木新之丞 大佐：1917年8月6日 -
  - 深見新之助 中佐：1920年6月1日 -
  - 安田郷輔 ：1921年4月1日 -
- 高級副官
  - 小泉六一 歩兵中佐：1915年8月10日 -

### 隷下部隊
- 青島守備隊司令部（編成：1916年8月24日、廃止：1922年8月15日）
  - 司令官
    - 森邦武 少将：1916年8月24日 - 1917年8月6日
    - 向西兵庫 少将：1917年8月6日 -
    - 井上一次 少将：1918年7月24日 -
    - 引田乾作 少将：1918年11月1日 -
    - 松井兵三郎 少将：1920年8月10日 -
    - 高田豊樹 少将：1921年9月1日 - 1922年8月15日

  - 青島守備歩兵第1大隊
  - 青島守備歩兵第2大隊
  - 青島守備歩兵第3大隊
  - 青島守備歩兵第4大隊
  - 青島憲兵隊